# Taça Governador do Estado de São Paulo de 1976
A Taça Governador do Estado de São Paulo de 1976 foi uma competição oficial organizada pela Federação Paulista de Futebol e teve como campeã a Portuguesa.

## Fórmula de disputa
A competição foi disputada no sistema todos contra todos em turno único. E contou com a participação dos seguintes clubes:
- Corinthians
- Guarani
- Palmeiras
- Portuguesa
- Santos
- São Paulo

## Jogos
17/01 Santos 0 x 0 Portuguesa
Estádio: Vila Belmiro
Público: 9 054 pagantes
Renda:Cr$ 128 693,00
Árbitro: Nilson Cardoso Bilha
Gols: Totonho (Santos); Enéas (Portuguesa)

18/01 Palmeiras 2 x 2 Guarani
Estádio: Parque Antárctica
Público: 10 015 pagantes
Renda:Cr$ 157 054,00
Árbitro: Dulcídio Wanderley Boschilla
Gols: Nei e Toninho (Palmeiras); Ziza 2 (Guarani)

21/01 Corinthians 1 x 1 Palmeiras
Estádio: Parque Antárctica
Público: 14 324 pagantes
Renda:Cr$ 246 421,00
Gols: Tião (Corinthians); Nei (Palmeiras)

24/01 Portuguesa 3 x 3 Palmeiras
Estádio: Parque Antárctica
Público: 12 906 pagantes
Renda:Cr$ 202 177,00
Árbitro: Roberto Nunes Morgado
Gols: Dicá, Enéas e Wilsinho (Corinthians); Toninho 2 e Edu (Palmeiras)

25/01 Guarani 3 x 1 Santos
Estádio: Brinco de Ouro
Público: 11 199 pagantes
Renda:Cr$ 157 675,00
Árbitro: Rubens Pauli
Gols: André Catimba, Lazinho (contra) e Hamilton (Guarani); Didi (Santos)

05/02 São Paulo 2 x 0 Corinthians
Estádio: Parque Antárctica
Público: 8 678 pagantes
Renda:Cr$ 154 797,00
Árbitro: Romualdo Arppi Filho
Gols: Terto e Serginho Chulapa

08/02 Palmeiras 0 x 0 São Paulo
Estádio: Morumbi
Público: 18 237 pagantes
Renda:Cr$ 288 551,00
Árbitro: Oscar Scolfaro
08/02 Santos 1 x 0 Corinthians
Estádio: Vila Belmiro
Público: 26 139 pagantes
Renda:Cr$ 386 363,00
Árbitro: Dulcídio Wanderley Boschilla
Gol: Toinzinho

11/02 Corinthians 0 x 0 Guarani
Estádio: Parque Antárctica
Público: 8 984 pagantes
Renda:Cr$ 140 646,00
Árbitro: Almir Laguna

12/02 São Paulo 3 x 3 Santos
Estádio: Morumbi
Renda: Cr$ 253 190,00
Árbitro: José Faville Neto
Gols: Serginho Chulapa 2 e Muricy Ramalho (SP); Cláudio Adão 2 e Marçal (Santos)

15/02 Guarani 1 x 4 São Paulo
Estádio: Brinco de Ouro
Público: 23 040 pagantes
Renda: Cr$ 340 918,00
Árbitro: Dulcídio Wanderley Boschilla
Gols: Muricy Ramalho 2, Piau e Ademir (SP); Zenon (Guarani)

15/02 Corinthians 2 x 0 Portuguesa
Estádio: Parque Antárctica
Público: 13 762 pagantes
Renda:Cr$ 208 597,00
Árbitro: Romualdo Arppi Filho
Gols: Russo e Tião

15/02 Santos 0 x 5 Palmeiras
Estádio: Vila Belmiro
Público: 31 662 pagantes (recorde do campeonato)
Renda:Cr$ 462 924,00 (recorde do campeonato)
Árbitro: Silvio Acácio Silveira
Gols: Edu 3, Erb e Toninho

17/02 Portuguesa 2 x 0 São Paulo
Estádio: Morumbi
Renda:Cr$ 202 698,00
Árbitro: Almir Laguna
Gols: Enéas 2

19/02 Portuguesa 4 x 0 Guarani
Estádio: Parque Antárctica
Público: 3 778 pagantes
Renda:Cr$ 73 474,00
Árbitro: Sílvio Luiz
Gols: Eudes 2 e Antônio Carlos 2
Portuguesa: Miguel; Cardoso, Mendes, Isidoro e Santos; Badeco e Dicá; Antônio Carlos, Eudes, Enéas e Wilsinho. Técnico: Otto Glória.
Guarani: Sidney; Miranda, Nelson, Edson e Deodoro; Flamarion e Manguinha; Renato, Zenon (Antônio Carlos), André Catimba e Davi. 
Técnico: Diede Lameiro.

## Classificação
| P | TIME        | PG | J | V | E | D | GP | GC | SG |
| - | ----------- | -- | - | - | - | - | -- | -- | -- |
| 1 | PORTUGUESA  | 6  | 5 | 2 | 2 | 1 | 10 | 06 | 04 |
| 2 | SÃO PAULO   | 6  | 5 | 2 | 2 | 1 | 09 | 06 | 03 |
| 3 | PALMEIRAS   | 6  | 5 | 1 | 4 | 0 | 11 | 06 | 05 |
| 4 | CORINTHIANS | 4  | 5 | 1 | 2 | 2 | 03 | 04 | -1 |
| 5 | GUARANI     | 4  | 5 | 1 | 2 | 2 | 06 | 11 | -5 |
| 6 | SANTOS      | 4  | 5 | 1 | 2 | 2 | 06 | 12 | -6 |

## Artilharia
| GOLS | JOGADOR | TIME       |
| ---- | ------- | ---------- |
| 04   | ENÉAS   | PORTUGUESA |
| 04   | TONINHO | PALMEIRAS  |